# Berchtesgadener Ache
De Berchtesgadener Ache is een rivier in de Duitse deelstaat Beieren en de Oostenrijkse deelstaat Salzburg. De Berchtesgadener Ache ontstaat net ten zuiden van Berchtesgaden in Beieren, waar nabij het station van deze plaats de Ramsauer Ache en de Königsseer Ache, die ontspringt uit de Königssee, samenkomen. De Berchtesgadener Ache stroomt vervolgens langs het oosten van Berchtesgaden door het zogenaamde Berchtesgadener keteldal in noordelijke richting. Net ten noordoosten van Berchtesgaden neemt het eerst het water van de Weiherbach, Gernerbach en Bergbach op, vervolgens dat van de Larosbach, Kainbach, Almbach en Tiefenbach. Verder stromend richting het noorden voegt even ten noorden van Marktschellenberg het water van de Rothmannbach zich bij de Berchtesgadener Ache. Vlak voor de grens met Oostenrijk stroomt de Weißbach in de rivier. Over de grens gaat de rivier, die op Oostenrijkse bodem een scherpe bocht naar het oosten maakt, verder onder de naam Königsseeache. Aan Oostenrijkse zijde vormt de rivier de grens tussen de districten Hallein (Tennengau) en Salzburg-Umgebung (Flachgau). De Königsseeache mondt uiteindelijk net voorbij het dorpje Niederalm in de gemeente Anif, tegenover Urstein (gemeente Puch bei Hallein) uit in de Salzach.